# Opel Frontera (2024)

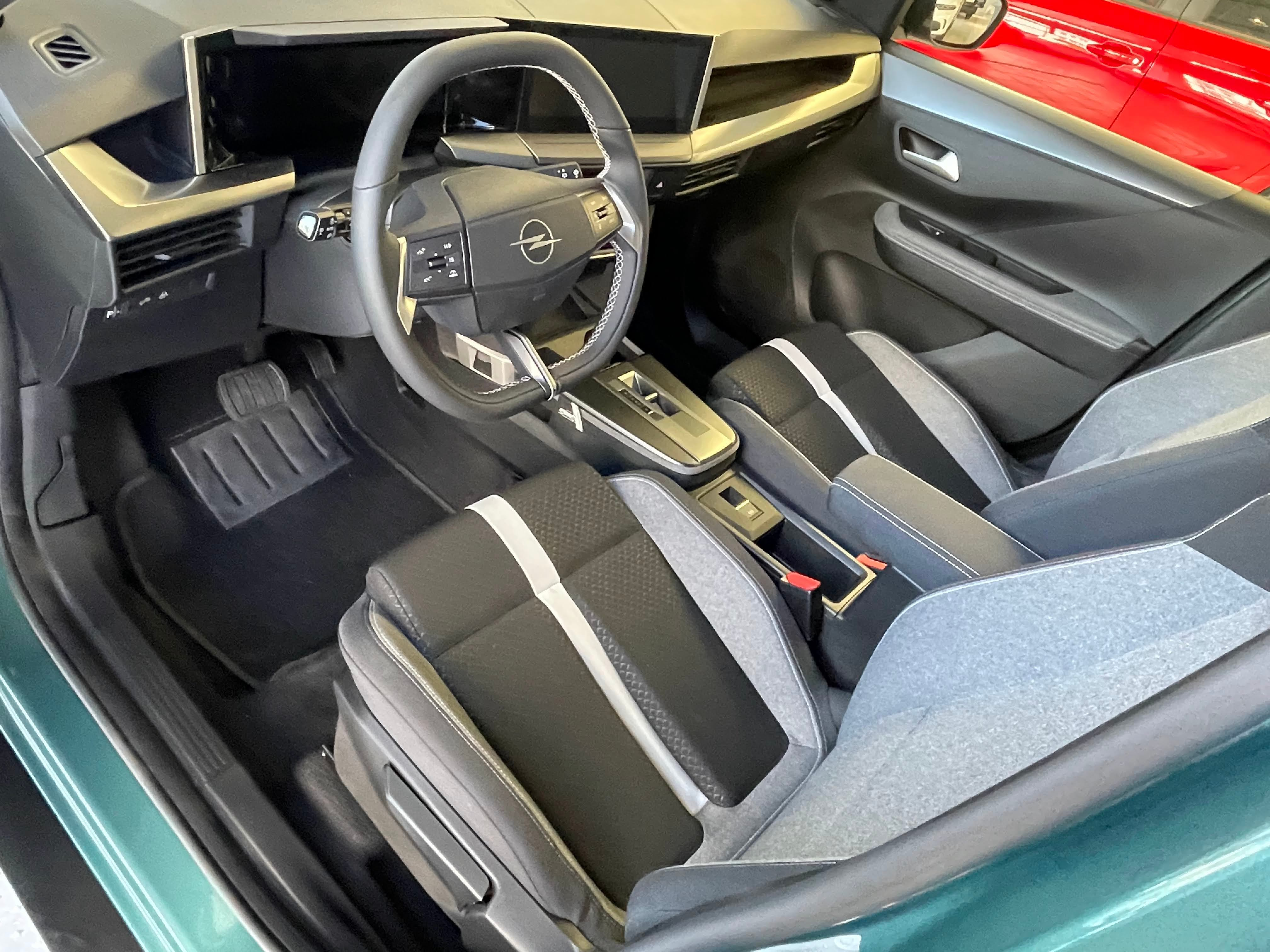
Posto guida

L'Opel Frontera è una vettura di tipo crossover SUV prodotta dalla casa automobilistica tedesca Opel dal 2024.

## Contesto e debutto
Commercializzata come Vauxhall Frontera nel Regno Unito, è un SUV crossover subcompatto (di segmento B) che ha sostituito l'Opel/Vauxhall Crossland. Derivata dalla seconda generazione della C3 Aircross, è disponibile sia in versione ibrida leggero a benzina che come elettrica. La Frontera è costruita a Trnava in Slovacchia ed è disponibile anche in versione a sette posti. Annunciata a inizio aprile 2024, la presentazione è avvenuta a Instanbul nella metà di maggio.
Il modello riutilizza il nome di un precedente modello sviluppato da Isuzu e prodotto a Luton nel Regno Unito tra il 1991 e il 2004. 

## Profilo e descrizione
Come per la Citroën C3 Aircross introdotta nello stesso periodo, la Frontera si basa sulla piattaforma Smart Car di Stellantis; già vista su Citroen C3 e C3 Aircross.
Inizialmente la piattaforma è stata sviluppata insieme a Tata Motors per i mercati indiani e sud americani, partendo come base dalla più tecnicamente avanzata piattaforma CMP.
La Frontera Electric è alimentata da un motore elettrico da 83 kW abbinato a una batteria agli ioni di litio con una capacità di 44 kWh. Le versioni mild hybrid con motore a benzina che hanno un impianto elettrico a 48 V, che supporta il motore a combustione con un motore elettrico da 21 kW (28 CV) tramite un cambio automatico a doppia frizione a 6 marce.
Opel ha deciso di semplificare gli allestimento su due livelli: Frontera e Frontera GS, ciascuno dei quali può essere abbinato a due pacchetti di optional.
L'esterno presenta il nuovo logo (al suo debutto su un modello della Casa) sulla calandra anteriore carenata denominata Vizor, che integra i fari full LED, integrati a una carrozzeria rialzata con passaruota e parafanghi pronunciati e luci posteriori anch'esse full LED separate da inserti in tinta con la carrozzeria.
Il cruscotto riprende quello della Opel Astra L. L'interno è dotato di due display da 10" uno per il quadro strumenti del conducente l'altro per sistema di infotainment. Il bagagliaio ha una capienza di 460 litri con il sedile posteriore in uso, che se abbattuti arrivano fino a un massimo di 1600 litri.
La versione base al posto del display centrale da 10" ha una smartphone station in cui alloggiare il proprio smartphone, presenti anche su C3 e C3 Aircross.